# Anisonyx montanus
Anisonyx montanus är en skalbaggsart som beskrevs av Andreae 1965. Anisonyx montanus ingår i släktet Anisonyx och familjen Melolonthidae. Inga underarter finns listade i Catalogue of Life.